# Gefahrgeneigte Arbeit
Die gefahrgeneigte Arbeit ist ein veralteter Begriff im Zusammenhang mit der Arbeitnehmerhaftung, der dogmatisch aus § 254 BGB hergeleitet wurde und zu einem Mitverschulden des Arbeitgebers führte. Dieser musste sich bei der Haftung des Arbeitnehmers aus dem Arbeitsverhältnis bei gefahrgeneigter Arbeit sein Betriebsrisiko anrechnen lassen und eine Kürzung seines Schadensersatzanspruchs hinnehmen.
Für gefahrgeneigte Arbeiten sollte der Arbeitnehmer gestuft nach Schuldvorwurf (Vorsatz, grobe Fahrlässigkeit und Fahrlässigkeit) haften. Eine gefahrgeneigte Arbeit war anzunehmen, wenn die Tätigkeit mit hoher Schadensgefahr behaftet war. 
Die Beschränkung des Schadensersatzes ausschließlich auf Schäden durch gefahrgeneigte Arbeiten ist von der Rechtsprechung aufgegeben worden und somit nur noch von rechtshistorischem Interesse. Heute ist auch bei anderen dienstlichen bzw. betrieblichen Tätigkeiten auf Seiten des Arbeitgebers das Betriebsrisiko zu berücksichtigen.
In welchem Umfang der Arbeitnehmer haftet, richtet sich danach im Rahmen einer Abwägung der Gesamtumstände, insbesondere von Schadensanlass und Schadensfolgen, nach Billigkeits- und Zumutbarkeitsgesichtspunkten. Zu den Umständen, denen je nach Lage des Einzelfalls ein unterschiedliches
Gewicht beizumessen ist und die im Hinblick auf die Vielfalt möglicher Schadensursachen auch nicht abschließend bezeichnet werden können, gehören der
Grad des dem Arbeitnehmer zur Last fallenden Verschuldens, die Gefahrengeneigtheit der Arbeit, die Höhe des Schadens, ein vom Arbeitgeber einkalkuliertes oder durch Versicherung deckbares Risiko, die Stellung des Arbeitnehmers im Betrieb und die Höhe des Arbeitsentgelts, in dem
möglicherweise eine Risikogruppe enthalten ist, gegebenenfalls auch die persönlichen Verhältnisse des Arbeitnehmers.
Mit der Schuldrechtsmodernisierung zum 1. Januar 2002 sind diese Erwägungen in § 276 Abs. 1 BGB n.F. eingegangen und begründen seitdem eine vertragliche Haftungsbeschränkung zugunsten des Arbeitnehmers aus dem Inhalt des Schuldverhältnisses.